# Hercegovko od zlata jabuko
Hercegovko od zlata jabuko je prvi album bosanskohercegovačkog pjevača Zdravka Čurića koji sadrži 9 pjesama.

## Pjesme
1. Hercegovko od zlata jabuko (duet s Matom Bulićem)
2. Kuma (duet s Geronimom)
3. Bez tebe
4. Uskoplje je moje mjesto
5. Daj rakiju
6. Pod Radušom rodila me majka
7. Igraj mala
8. Rodni kraj
9. Hercegovko od zlata jabuko (remix)